# Spermacoce ocymoides
Spermacoce ocymoides är en måreväxtart som beskrevs av Nicolaas Laurens Nicolaus Laurent Burman. Spermacoce ocymoides ingår i släktet Spermacoce och familjen måreväxter. Inga underarter finns listade i Catalogue of Life.